# تپه شهربازیولو
تپه شهربازیولو مربوط به دوران‌های تاریخی پس از اسلام است و در شهرستان بوئین‌زهرا، بخش آوج، روستای لجام گیر واقع شده و این اثر در تاریخ ۱۷ اسفند ۱۳۸۱ با شمارهٔ ثبت ۷۵۴۸ به‌عنوان یکی از آثار ملی ایران به ثبت رسیده است.